# Rumen Petkov
Rumen Petkov (Sofia, 26 gennaio 1948 – 10 giugno 2018) è stato un animatore e fumettista bulgaro.
Viene considerato uno dei più importanti registi di animazione di tutti i tempi del suo paese, assieme a Todor Dinov e Don'o Donev. La sua notorietà di fumettista è dovuta soprattutto per "Choko & Boko" (Choko la cicogna e Boko la rana, 1979-1990), apparso sulla rivista "Duga", molto diffusa tra i bambini in Bulgaria. Durante gli anni Settanta e Ottanta, Petkov ha realizzato diversi corti animati. Fu anche il primo regista a realizzare un lungometraggio d'animazione in Bulgaria dal titolo "Planetata na săkrovištata" (Il pianeta del tesoro, 1982).

## Biografia
Non sono note le vicende familiari e quella della sua vita fino al 1967 quando conseguì la licenza superiore presso la Scuola d'Arte a Sofia e subito dopo avviò la carriera come regista di animazione allo Studio di Animazione del "Boyana Film Studio", mentre frequentò e si laureò in filologia presso l'Università di Sofia nel 1978.
Il suo primo corto animato risale al 1973 ma nel corso degli anni si aggiudicò molti premi, tra i quali vanno menzionati il cortometraggio Marriage, 1985, con cui vinse il Gran Premio all'Ottawa International Animation Festival e la Palma d'oro al Festival di Cannes dello stesso anno. Petkov si era aggiudicato la Palma d'oro anche l'anno precedente, quella volta assieme a Slav Bakalov, con il corto Jenitba (Matrimonio). Qualche anno prima, il suo film Monkeys del 1981 venne nominato tra i dieci migliori film d'animazione al mondo al Hiroshima International Animation Festival in Giappone.
Con la fine della guerra fredda e la caduta del muro di Berlino, lo studio di animazione bulgaro si trovò senza più finanziamenti statali così Petkov decise di trasferirsi ad Hollywood dove realizzò alcune serie animate e sceneggiature di successo di Cartoon Network, tra cui Johnny Bravo, Il laboratorio di Dexter, Mucca e Pollo, Io sono una donnola. Nel 1998 decise di Lasciare l’animazione per dedicarsi all’insegnamento. Fu perciò assunto come docente presso l'Istituto delle arti della California.
Nell'ambito della 12ª edizione del Film Festival Visionaria, tenutasi presso il Santa Maria della Scala di Siena nel 2003, Sergio Micheli, con l'ideazione, il coordinamento e l'organizzazione di Barbara Mottola, realizzò la rassegna L'animazione Bulgara dal 1970 ad oggi, comprendente, oltre agli autori storici dell'animazione e del disegno di quel paese, tra i quali Rumen Petkov, Don'o Donev, Todor Dinov, Ivan Veselinov, Anri Kulev ed altri e comprendente anche la mostra personale delle pitture e dei rodovetri di Slav Bakalov. Nell'ambito della mostra un'ampia selezione di film d'animazione.
A proposito dell'animazione, ha sostenuto che: "L'animazione non morirà mai perché è come la musica, perché è come correre con il vento, perché è divertente".